# Пори (дем Дион-Олимп)
 Тази статия е за селото в Гърция.  За града във Финландия, вижте Пори.  
Пори или Пурлия (на гръцки: Πόροι, до 1926 година Πούρλια, Пурлия) е село в Егейска Македония, Гърция, дем Дион-Олимп в административна област Централна Македония.

## География
Селото се намира на 500 m надморска височина, южно от демовия център Литохоро, в планината Олимп.

## История
В XIX век Пурлия е гръцко село в Катеринската каза на Османската империя. Църквата в Горната махала „Свети Апостоли“ (XVIII - XIX век) и „Успение Богородично“ (XIX век) са обявени за защитени паметници на културата.
В 1913 година след Междусъюзническата война селото остава в Гърция. В 1926 година името му е сменено от Пурлия на Пори. След Втората световна война населението постепенно се изселва към новото крайбрежно селище Неи Пори и към големите градове.
| Име                   | Име        | Ново име | Ново име  | Описание                           |
| --------------------- | ---------- | -------- | --------- | ---------------------------------- |
| Дзедзяни или Дзедзони | Τζιέτζιονη | Атанасис | Άϊθανάσης | местност в Олим на СИ от Пори      |
| Фтес                  | Φτές       | Амбелия  | Άμπέλια   | връх в Олимп на ЮЗ от Пори (793 m) |

| Година    | 1913 | 1920 | 1928 | 1940 | 1951 | 1961 | 1971 | 1981 | 1991 | 2001 | 2011 | 2021 |
| --------- | ---- | ---- | ---- | ---- | ---- | ---- | ---- | ---- | ---- | ---- | ---- | ---- |
| Население | 282  | 329  | 410  | 601  | 441  | 533  | 295  | 94   | 53   | 21   | 23   | 23   |

## Личности
Родени в Пори
- Христофорос Перевос (1773 – 1863), гръцки революционер